# Yokoze
Yokoze (横瀬町, Yokoze-machi) est un bourg du district de Chichibu, situé dans la préfecture de Saitama, au Japon.

## Géographie

### Démographie
Au 1er décembre 2013, la population d'Yokoze s'élevait à 8 695 habitants répartis sur une superficie de 49,35 km2.